# Impact One Night Only (2019)
Impact One Night Only (2019) es una serie de eventos de lucha libre profesional organizados por Impact Wrestling en 2018. A partir de los eventos de 2018 One Night Only, los eventos ahora son exclusivos de Global Wrestling Network, en lugar de estar disponibles a través de pago por visión.

## New Beginnings
One Night Only: New Beginnings  fue un evento de pago por visión (PPV) de lucha libre profesional producido por Impact Wrestling y Pennsylvania Premiere Wrestling lanzado exclusivamente en Global Wrestling Network.

#### Resultados
| N.º                       | Resultados | Estipulación                                           | Tiempo |
| ------------------------- | --- | ------------------------------------------------------ | ------ |
| 1                         | Fallah Bahh venció a Evander James | Singles match                                          | 07:58  |
| 2                         | Scarlett Bordeaux (con Jimmy Jacobs) venció a Christina Marie                                                                                                   | Singles match                                          | 08:23  |
| 3                         | Desean Pratt venció a KM | Singles match                                          | 08:39  |
| 4                         | Sean Carr (c) venció a Cody Vance, KC Navarro, Mike Orlando (con Allie Recks y Mr. Martinez), Sam Adams, y Tony Storm                                           | 6-Way Ladder match por el PPW Heavyweight Championship | 14:19  |
| 5                         | Rich Swann (c) venció a Sami Callihan | Singles match por el campeonato X Division             | 14:41  |
| 6                         | The Arrogance of Excellence (Clutch Adams y Johnny Moran) (con Miranda Vionette y Ryan Race) vencieron a South Philly's Finest (Jimmy Konway y Luca Brazzi) (c) | Tag Team match por los PPW Tag Team Championships      | 09:09  |
| 7                         | Eddie Edwards venció a Moose | street fight                                           | 12:36  |
| 8                         | Johnny Impact (c) venció a Eli Drake | Singles match por el Impact World Championship         | 18:26  |
| (C) Representa al campeón | |                                                        |        |

## Clash in the Bluegrass
One Night Only: Clash in the Bluegrass  fue un evento de pago por visión (PPV) de lucha libre profesional producido por Impact Wrestling y Ohio Valley Wrestling lanzado exclusivamente en Global Wrestling Network. 

#### Resultados
| N.º                       | Resultados | Estipulación                                                           | Tiempo |
| ------------------------- | --- | ---------------------------------------------------------------------- | ------ |
| 1                         | Dimes venció a Sinn Bodhi | Singles match                                                          | 05:21  |
| 2                         | Colton Cage (con Dani) venció a Brandon Espinosa | Singles match                                                          | 05:26  |
| 3                         | Zo venció a Cash Flo, Jay Bradley y Moose | Four Way match                                                         | 08:39  |
| 4                         | Madison Rayne venció a Cali Young | Singles match                                                          | 14:19  |
| 5                         | Ohio Versus Everything (Dave Crist y Jake Crist), Madman Fulton, y Rohit Raju contra Team OVW (Dustin Jackson, Melvin Maximus, Sam Thompson y Shiloh Jonze) finalizó en No Contest | 8-Man Tag-Team Match                                                   | 15:56  |
| 6                         | Brian Cage venció a Justin Smooth | Singles match                                                          | 07:33  |
| 7                         | Johnny Impact (c) venció a Adam Revolver (con Shannon the Dude) y Eddie Edwards | Triple Threat Match                                                    | 14:03  |
| 8                         | The War Kings (Crimson y Jax Dane) (c) vencieron a King's Ransom (Leonis Khan y Maximus Khan) y The Void (Chace Destiny y Nigel Winters)                                           | Triple Threat Tag-Team Match por el OVW Southern Tag Team Championship | 18:33  |
| 9                         | Tony Gunn (con Dustin Jackson, Melvin Maximus, Sam Thompson, y Shiloh Jonze) (c) venció a Sami Callihan (con Dave Crist, Jake Crist, Madman Fulton y Rohit Raju)                   | Singles match por el OVW Heavyweight Championship                      | 28:00  |
| (C) Representa al campeón | |                                                                        |        |